# Дзельна (Лодзинське воєводство)
Дзельна (пол. Dzielna) — село в Польщі, у гміні Опочно Опочинського повіту Лодзинського воєводства.
Населення — 577 осіб (2011).
У 1975—1998 роках село належало до Пйотрковського воєводства.

## Демографія
Демографічна структура станом на 31 березня 2011 року:
|          | Загалом | Допрацездатний вік | Працездатний вік | Постпрацездатний вік |
| -------- | ------- | ------------------ | ---------------- | -------------------- |
| Чоловіки | 296     | 72                 | 200              | 24                   |
| Жінки    | 281     | 60                 | 165              | 56                   |
| Разом    | 577     | 132                | 365              | 80                   |